# Richard Sutch
Richard Charles Sutch, né le 8 décembre 1942 à Saint Paul (Minnesota) et mort le 19 septembre 2019 à Kensington (Californie), est professeur d'économie à l'Université de Californie Riverside. Il est reconnu pour ses travaux sur l’analyse économique de l’esclavage et de l’émancipation aux États-Unis.

## Carrière scientifique
Richard Sutch effectue une licence en économie à l'université de Washington puis un doctorat au département d'économie de l'Institut de Technology des Massachusetts. 
En 2016,il publie un article pour contredire la thèse de Thomas Piketty sur l'analyse de dynamique de l'héritage et des richesses (via les legs) dans l'ouvrage Le Capital au XXIe siècle . 
En 2017, il publie à nouveau un article paru le 13 octobre  dans la revue Social Science History (Cambridge University Press)  pour contester les résultats  de données. Selon lui, les résultats visent à «dramatiser» les tendances de long terme, sans prendre en compte des réalités observées à plus court terme. Une première version de cet article avait été publiée, en 2015, pour contester la réplication des résultats. 
Il pointe notamment  des limitations sur le jeu de données et la méthodologie d'analyse  de l'économiste français d'une part, la part de la richesse des 1% les plus riches, et d'autre part, celle des 10% les plus aisés, durant la période du XIXe et du XXe siècle.  
Selon lui, « Les données lourdement retravaillées (ou "manipulés" selon les traductions) pour les 1 % les plus riches, l'absence de preuve empirique pour appuyer l'évolution de la richesse des 10% les plus aisés, le manque de clarté sur les moyens utilisés pour harmoniser les statistiques, la documentation insuffisante et les erreurs sur les feuilles de calcul sont plus qu'ennuyeuses, regrette ce spécialiste. Le tout (ou l'ensemble selon les traductions) fausse la lecture des tendances à l'œuvre en matière d'inégalités de richesses». Il pointe également la faible quantité et le manque de fiabilité sur cette période.
Néanmoins, Richard Sutch ne remet pas en cause les conclusions théoriques dont principalement la concentration des richesses et l'intégrité scientifique de l'économiste. Il ouvre une critique sur la qualité et la crédibilité de son étude. À la suite de cette publication, plusieurs articles journalistiques internationaux s'interrogent sur les conclusions de l'étude de Thomas Piketty,,.

## Prix
En 1984, il obtient la Bourse Guggenheim des sciences humaines pour les États-Unis et le Canada.

## Ouvrages et publications
Ouvrages
Historical Statistics of the United States-Gavin Wright et Richard Sutch-(1975)-Nouvelle version en 2006 : Éditeur : Cambridge University Press
Publications
- Roger L. Ransom et Richard Sutch, One Kind of Freedom : The Economic Consequences of Emancipation, Cambridge University Press, 2001 (1re éd. 1977), 458 p. (ISBN 978-0-521-79550-0, lire en ligne)
- Sutch, Richard with Thomas G. Rawski, Susan B. Carter, Jon S. Cohen, Stephen Cullenberg, Peter H. Lindert, Donald N. McCloskey, and Hugh Rockoff. (1996) Economics and the Historian, Berkeley: University of California Press.  (ISBN 978-0-520-07269-5)